# Retorn de Tamerlà a Samarcanda
Després de la campanya del Cinc Anys, completada de fet en quatre anys, Tamerlà va retornar a Samarcanda (1396) on va passar el hivern (1396-1397)
El 17 de juliol de 1396 Timur va sortir d'Hamadan en direcció a Samarcanda. Va acampar en un prat i va enviar un missatger a l'amir Jahan Shah amb ordre de deixar el setge d'Alinjak a l'amir Sanjar, a Hajji Saif al-Din i a les forces de Miran Shah, i anar amb el príncep Muhammad Sultan cap a Fars; el mateix dia va disposar una cacera que va comportar una nova matança d'animals. Al acabar la cacera va arribar, procedent d'Alinjak, l'amir Abdel Malik Karakan al qual va enviar a avisar el príncep Rustem de que es presentés a la cort. Karakan va trobar a Rustem a Sultaniya i li va comunicar i junts van anar a reunir-se amb Timur. Aquest va llicenciar l'exèrcit i va deixar l'equipatge per anar més ràpid i en un sol dia va arribar a Veramin. Alli Timur va enviar a Rustem a Siraz amb Muhammad Sultan.
Timur també havia enviat missatge a Xah Rukh que era a Samarcanda (d'on era governador), que havia d'enviar al príncep Abu Bakr, a l'amir Rustem Barles, (fill de Taji Bugha Barles) i Pir Ali (fill de Mahmud Shah Yasauri) per anar al camp imperial. Abu Bakr (amb els amirs) va trobar a Timur a Bistam, i després d'una afectuosa rebuda el va enviar amb el seu pare Miran Shah a Tabriz. Timur va seguir avançant cap a Samarcanda i al Khurasan va rebre la visita de l'amir Akbugha que havia sortit d'Herat.
Pel Khurasan va crear una inspecció general al front de la qual va nomenar a l'amir Allahdad. Va passar el Jihun a Amuye i es va dirigir a les muntanyes de Kuzar i pel camí es va trobar amb el príncep Xah Rukh, les reines Sarai Mulk Khanum, Tuman Agha i demés dames i princeses que li portaven regals. Timur va arribar llavors a Kish i es va allotjar al palau d' Ak Sarai que havia fet construir ell mateix. Va visitar la tomba del Shaikh Shams al-Din Kalar i altres sants i després va entrar al mausoleu on hi havia el seu pare Taragai, els seus fills Jahangir, Umar Xaikh i altres fills, nets i parents. Tots els notables dels diversos districtes van anar a retre-li pleitesia, i va donar una festa com era habitual. Després va seguir fins a Samarcanda que estava engalanada per la recepció; va entrar al seu palau i va seure al seu tron i va ordenar una altra festa de celebració de la seva tornada al seu palau a la ciutat, Gheuk Sarai.

## Timur passa el hivern a Samarcanda (1396-1397)
Timur va passar el hivern a Gheuk Sarai. Pir Muhammad ibn Umar Xaikh, que havia vingut des de Siraz per retre-li homenatge, fou reenviat a Fars. Un altre príncep fill de Jahangir, Muhammad Sultan, va tenir un fill de nom Muhammad Jahangir, que va néixer a Samarcanda; Timur va comissionar a l'amir Tura Malik Kutxin per anar a Pèrsia a portar al príncep la notícia del naixement del seu fill. Timur va estar quasi dos anys a Samarcanda, una part dels quals es van destinar als preparatius per la campanya de l'Índia (1398-1399).